# Wrong – Unzensiert
Wrong – Unzensiert ist eine deutsche Comedy-Fernsehserie von David Helmut, die seit März 2022 vom Video-on-Demand-Anbieter RTL+ veröffentlicht wird. Im April 2022 wurde die Serie um eine zweite Staffel mit acht Episoden verlängert, welche seit  21. Februar 2023 auf RTL+ verfügbar ist. In dem von David Helmut und Lena Meckel produzierten Podcast Short Night kündigte Helmut an, die Serie nach der zweiten Staffel nicht fortsetzen zu wollen.

## Handlung
Die als Mockumentary angelegte Serie dokumentiert das fiktive Leben einer WG. Dabei manövrieren sich die Protagonisten regelmäßig selber in unangenehme Situationen.

## Besetzung
| Rolle           | Schauspieler             | Episoden    |
| --------------- | ------------------------ | ----------- |
| Nico            | Nicolas Fethi Türksever  | 01.01–02.08 |
| Melisa          | Melisa Dobric            | 01.01–02.08 |
| Lena            | Lena Meckel              | 01.01–02.08 |
| Maike           | Vivien König             |             |
| Mutter von Lena | Sabrina Noack            |             |
| Elaine          | Lina Isabel Sturm        |             |
| Emil            | Christopher Ammann       | 01.01–02.08 |
| Lola            | Yasmin Saleh             | 01.04       |
| Titus           | Titus Kraus              | 01.01–02.08 |
| Dennis          | Dennis Huszak            | 01.01–01.08 |
| David           | David Helmut             | 01.01–02.08 |
| Mona / Moni     | Stefanie Alder           | 02.01–02.08 |
| Uwe             | Christoph Hagen Dittmann |             |
| Alexandra       | Ilonka Petruschka        | 02.02       |
| Jacky           | Sevda Polat              |             |
| Josef           | Adam Jaskolka            |             |
| Joel            | Akeem van Flodrop        |             |
| Diego           | Marcel Zuschlag          |             |
| Uschi           | Susanne Häusler          |             |

## Episodenliste

### Staffel 1
| Nr. (ges.) | Nr. (St.) | Originaltitel              | Erstausstrahlung Deutschland | Regie        | Drehbuch     |
| ---------- | --------- | -------------------------- | ---------------------------- | ------------ | ------------ |
| 1          | 1         | Nico ist tot               | 9. März 2022                 | David Helmut | David Helmut |
| 2          | 2         | Titus stalkt seine Ex      | 9. März 2022                 | David Helmut | David Helmut |
| 3          | 3         | Melisa pisst nen Penner an | 9. März 2022                 | David Helmut | David Helmut |
| 4          | 4         | Dennis ist behindert       | 9. März 2022                 | David Helmut | David Helmut |
| 5          | 5         | Titus kauft Kinderblut     | 9. März 2022                 | David Helmut | David Helmut |
| 6          | 6         | David braucht nen Fick     | 9. März 2022                 | David Helmut | David Helmut |
| 7          | 7         | Melisa sammelt Scheiße     | 9. März 2022                 | David Helmut | David Helmut |
| 8          | 8         | Gott ist wütend            | 9. März 2022                 | David Helmut | David Helmut |

### Staffel 2
| Nr. (ges.) | Nr. (St.) | Originaltitel          | Erstausstrahlung Deutschland | Regie        | Drehbuch             |
| ---------- | --------- | ---------------------- | ---------------------------- | ------------ | -------------------- |
| 9          | 1         | David macht Zirkus     | 21. Feb. 2023                | David Helmut | David Helmut         |
| 10         | 2         | Lena tickt Höschen     | 21. Feb. 2023                | David Helmut | Hanna Hribar         |
| 11         | 3         | Mona auf Mushrooms     | 28. Feb. 2023                | David Helmut | David Helmut         |
| 12         | 4         | Titus holt sich Hilfe  | 28. Feb. 2023                | David Helmut | Evi Prince           |
| 13         | 5         | Nico liebt sich selbst | 7. März 2023                 | David Helmut | Julian Adiputra Witt |
| 14         | 6         | Die verfluchte WG      | 7. März 2023                 | David Helmut | David Helmut         |
| 15         | 7         | Melisa sieht Schwanz   | 14. März 2023                | David Helmut | Evi Prince           |
| 16         | 8         | David läuft Amok       | 14. März 2023                | David Helmut | David Helmut         |